# Rafael Seligmann

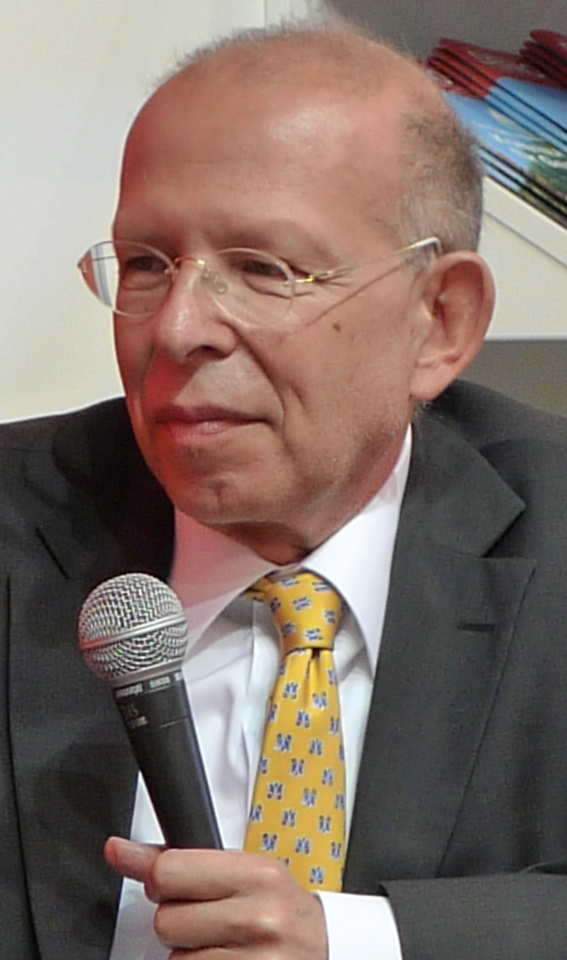
Rafael Seligmann (2010)

Rafael Seligmann (geboren 13. Oktober 1947 in Tel Aviv) ist ein deutscher Schriftsteller, Publizist, Politologe und Zeithistoriker.

## Familie
Rafael Seligmann ist der Sohn von Ludwig Seligmann, der 1934 aus Ichenhausen (Bayern) nach Tel Aviv emigrierte. Er selbst hat drei Kinder.

## Leben
Seligmann wanderte 1957 mit seinen Eltern aus Israel nach Westdeutschland ein. Nach einer Lehre studierte er Politikwissenschaft und Geschichte in München und Tel Aviv. Er promovierte 1982 über „Israels Sicherheitspolitik“.
Seit 1978 schreibt Seligmann Essays, Kommentare und Kolumnen unter anderem für den Spiegel, B.Z., die BILD, Die Welt, die FAZ, die Frankfurter Allgemeine Sonntagszeitung, die taz und die Jüdische Allgemeine.
1981/82 war er außenpolitischer Berater in der CDU-Bundesgeschäftsstelle in Bonn, von 1985 bis 1991 Dozent für Internationale Beziehungen an der Universität zu München. 1985 gründete Seligmann die Jüdische Zeitung und blieb zwei Jahre deren Chefredakteur.
Seligmann lebt als freier Journalist, Publizist und Autor in Berlin. Von Oktober 2004 bis 2009 war er Chefredakteur der in Deutschland und in den USA erscheinenden englischsprachigen Monatszeitung The Atlantic Times. Von 2012 bis 2019 gab er die vier Mal im Jahr erscheinende englischsprachige Zeitschrift Jewish Voice from Germany heraus.
2008 bis 2012 befragte Seligmann im Rahmen des „Talk im Elysée“ im Hamburger Hotel „Grand Elysée“ jeweils eine Person des öffentlichen Lebens zu persönlichen und politischen Themen. Gäste waren unter anderem Maybrit Illner, Huub Stevens, Hildegard Müller, Michel Friedman, Mario Adorf und Guido Westerwelle.
Seligmann kritisierte, dass im Streit um die Mohammed-Karikaturen die Pressefreiheit von Europa nicht offensiver verteidigt wurde. Stattdessen fänden Entschuldigungen bei Islamisten statt. Gleiches habe für ein den Islam herabwürdigendes Zitat in einer Papstrede gegolten, das sich der Papst nie zu eigen gemacht habe. Durch diese Unterwerfung seien die europäischen Werte der Freiheit auf Dauer gefährdet und der radikale Islamismus gewinne.
Seligmann ist Vorstandsmitglied des Vereins „GesichtZeigen! Für ein weltoffenes Deutschland“, gegen Rassismus und Antisemitismus.

## Grundtendenzen des Werkes
In seinen Romanen und Sachbüchern schreibt Seligmann provokant und schonungslos über das deutsch-jüdische Verhältnis. Dieses Verhältnis sei „seine Lebensmelodie, Aufklärung, seine Mission“. Für ihn bedeutet das: Kritik in alle Richtungen. Seine Hauptintention ist „Mehr Normalität“ im Zusammenleben von Deutschen und Juden. Dafür lohne es sich, bis an die Schmerzgrenze zu gehen.
Im Spiegel-Essay Die Juden leben bemerkt Seligmann: „Die ‚Freunde‘ rauben den Juden den seelischen Atem.“
„Nach Auschwitz sind bei den Überlebenden, den Angehörigen und Nachkommen der Opfer und Täter tiefe seelische Verletzungen zurückgeblieben. Diese lassen sich nicht allein durch akademische Debatten heilen. Da braucht es viel Verständnis, aber auch Streit – Streit wie in der Judenschule“, schrieb er in der Rheinischen Post.
Sein Werk und Schaffen polarisieren – ebenso wie seine Person: Den einen gilt er als „Nestbeschmutzer“ (Jüdische Allgemeine), den anderen als „Aufklärer“ (Zeit). Seligmann selbst sieht sich als „deutschen Juden“.

## Prosaliteratur
Mit seinem Romandebüt Rubinsteins Versteigerung (1988) schrieb er das erste Werk der Gegenwartsliteratur deutscher Juden, dem noch weitere folgten. Es wurde mit großer Begeisterung, aber auch Ablehnung aufgenommen. In dem 1997 erschienenen Roman Der Musterjude persifliert Seligmann die Medienwelt und die schwierigen deutsch-jüdischen Beziehungen, indem er den Karriereweg eines jüdischen Jeansverkäufers zum gefeierten, tabubrechenden Starjournalisten in absurde Höhen treibt.
Ende 2006 erschien „Die Kohle-Saga“, eine Familiensaga um eine polnische Einwandererfamilie, in deren Schicksal sich über die Jahrzehnte hinweg die Geschichte des deutschen Steinkohlebergbaus spiegelt. Die Ruhrkohle AG hat jedem Konzernmitarbeiter eine Ausgabe des Buches zukommen lassen.
2017 erschien der Roman Deutsch Meschugge, eine Satire über die Auswirkungen des Populismus in der deutschen Politik.
Seligmanns Hauptwerk ist die Familien-Trilogie Lauf Ludwig, lauf (2019), Hannah und Ludwig (2020) und Rafi, Judenbub (2022). Es ist die literarisch erzählte Geschichte der Eltern des Autors von 1907, dem Geburtsjahr des Vaters, bis zum Todesjahr der Mutter, 1990. Im letzten Band erzählt der Autor seine eigene Geschichte, den Aufstieg vom Lehrling zum Akademischen Rat an der Universität München. „Wie die Geschichte des zwanzigsten Jahrhunderts Familiengeschichten bestimmt, hat der Historiker und Schriftsteller Rafael Seligmann auf einzigartige Weise sichtbar gemacht“, bewertete Marie Wildermann im Deutschlandfunk die Trilogie.

## Sachliteratur
Seligmanns Dissertation aus dem Jahr 1982 mit dem Titel Israels Sicherheitspolitik. Zwischen Selbstbehauptung und Präventivschlag – Eine Fallstudie über Grundlagen und Motive behandelt den Sechstagekrieg zwischen arabischen Staaten und Israel im Jahr 1967. Der Autor betrachtet darin die Vorgeschichte des Konflikts, analysiert wichtige Determinanten der israelischen Sicherheitspolitik und durchleuchtet das vielfältige Spektrum des politischen und militärischen Systems des Staates Israel in den beiden ersten Jahrzehnten seines Bestehens. Das Werk zeichnet den Entscheidungsprozess auf israelischer Seite während der einzelnen Krisen- und Kriegsphasen im Mai/Juni 1967 minutiös nach. Der Autor untersucht im Rahmen der Thematik die Rationalität der israelischen Sicherheitspolitik mit dem Instrument der politisch-strategischen Lehren von Carl von Clausewitz.
In seinem Sachbuch Mit beschränkter Hoffnung setzte er sich 1991, kurz nach der deutschen Wiedervereinigung, mit der Situation der deutschen Juden und der Juden in Deutschland auseinander.
Im Frühjahr 2004 erschien der Essay Hitler. Die Deutschen und ihr Führer. Das Buch behandelt dabei die Frage, warum die Deutschen so lange absolut loyal zu Hitler standen. Kernthese Seligmanns darin ist, dass Hitler die unter Deutschen verbreitete Angst und Aversion vor der Moderne, als deren Vertreter die Juden galten, teilte. Seligmanns Antwort, dass diese Loyalität in der „Angst vor der Moderne“ begründet gewesen sei, wurde heftig diskutiert. In der FAZ z. B. wurde dies als „bloßes Psychologisieren bei erheblich gestörten Bezügen zur historischen Realität“ bezeichnet. Der grundsätzliche Tenor der Rezension lautete, dass es ein leicht lesbares Buch mit „viel Effekthascherei“, aber wenig neuen Erkenntnissen sei.
Seligmanns Sachbücher gaben Anlass zu Diskussionen; zum einen über die politischen Intentionen und zum anderen über die geschichtlichen Interpretationen.
Seligmann schrieb das Drehbuch für den zweiteiligen Fernsehfilm Shalom Deutschland (Erstausstrahlung: Frühjahr 1998, ARD).

## Jewish Voice from Germany
Anfang 2012 gründete Seligmann die Zeitung Jewish Voice from Germany – Die englischsprachige Brücke zwischen Deutschland und den Juden in aller Welt. Die Zeitung bestand bis 2019 und richtete sich vorwiegend an ein amerikanisches, später auch deutsches Publikum. Die Zeitung wurde allen Abgeordneten des U.S. Congress, der israelischen Knesset sowie dem kanadischen und australischen Parlament zugestellt. Die Zeitung informierte über das jüdische Leben in Deutschland. Sie erschien vierteljährlich in englischer Sprache und wurde überwiegend durch Werbung finanziert. Seligmann war der Herausgeber; Redakteure waren Hartmut Bomhoff, Michael S. Cullen, Sabine Dultz, Siegfried Guterman, Susanne Mauss (†) und Elisabeth Neu. Zu den Autoren zählen unter anderem Moshe Zimmermann, Heribert Prantl, Uwe-Karsten Heye und Heiko Maas. Die Startauflage betrug 50.000 Exemplare, davon wurden 7.000 in Deutschland verteilt. Später betrug die Gesamtauflage mehr als 100.000 Exemplare. Die erste Ausgabe erschien am 2. Januar 2012. Ab 2015 erschien parallel zur englischen Edition eine deutsche Ausgabe. Sie war Teil der Tageszeitung Die Welt.

## Ehrungen
Am 7. Mai 2021 erfolgte die Verleihung des Bundesverdienstkreuzes am Bande an Seligmann, zusammen mit seiner Frau Elisabeth, neben vier weiteren Personen, unter anderem Django Heinrich Reinhardt, für seinen Beitrag zur Erinnerungsarbeit sowie die Gründung und Leitung der Zeitung Jewish Voice from Germany.

## Werke

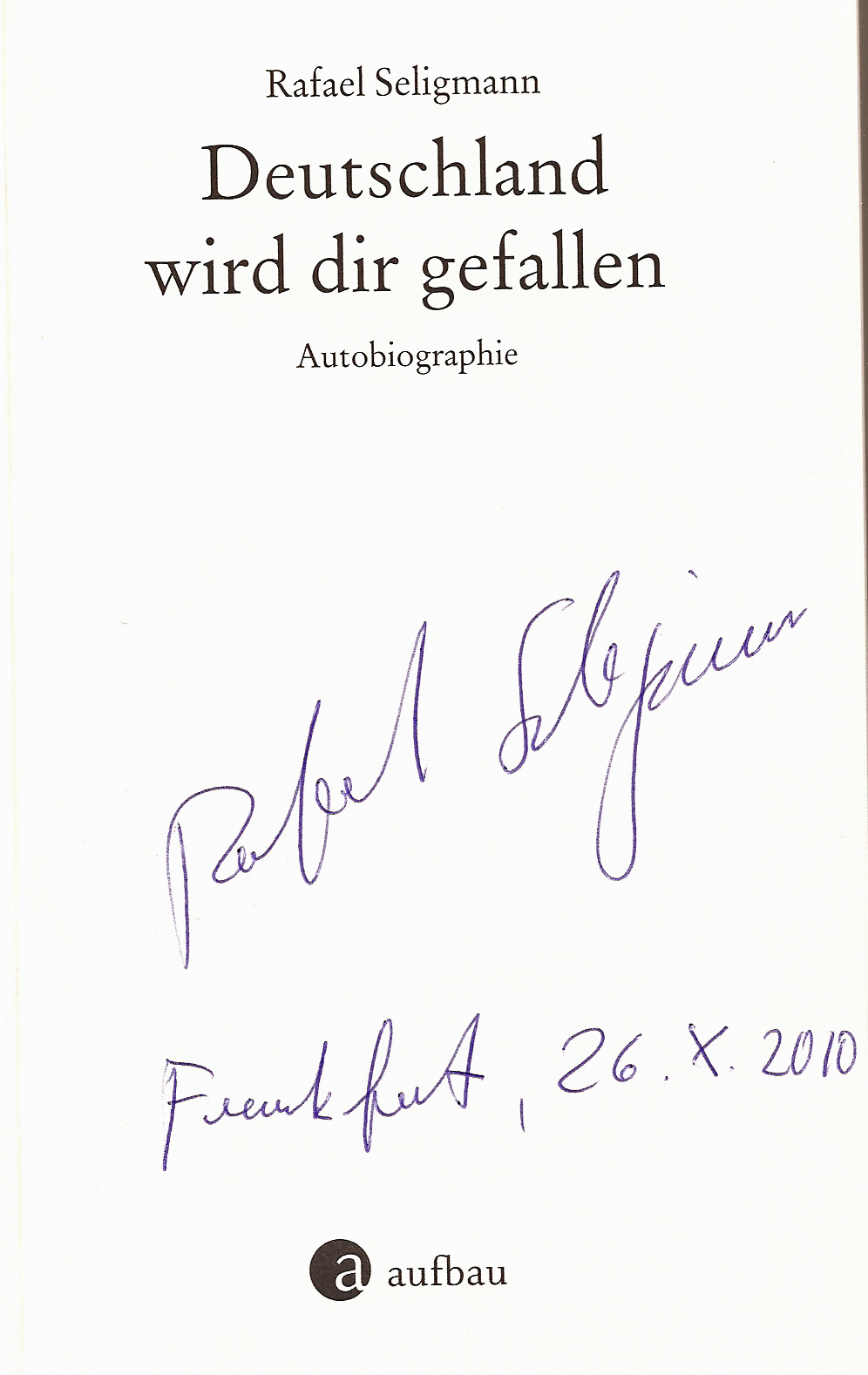
Autograph

- Israels Sicherheitspolitik. Zwischen Selbstbehauptung und Präventivschlag – Eine Fallstudie über Grundlagen und Motive. München 1982, ISBN 3-7637-5331-1.
- Rubinsteins Versteigerung. Roman, Wunder, München 1988, ISBN 3-423-11381-2.
- Die jiddische Mamme. Roman, Eichborn Verlag, Frankfurt a. M. 1990, ISBN 3-423-12172-6.
- Mit beschränkter Hoffnung. Juden, Deutsche, Israelis. Sachbuch, Hoffmann und Campe, Hamburg 1991, ISBN 3-426-80017-9.
- Drehbuch zum Film Schalom Deutschland, 1995–1997
- Der Musterjude. Roman, Claassen-Verlag, Hildesheim 1997, ISBN 3-423-12646-9.
- Schalom meine Liebe. Roman, Dtv Verlagsgesellschaft, München 1998, ISBN 3-423-20173-8.
- Der Milchmann. Roman, dtv, München 1999, ISBN 3-423-24177-2.
- Hitler. Die Deutschen und ihr Führer. Ullstein, München 2004, ISBN 3-550-07589-8.
- Die Kohle-Saga. Der Tatsachenroman aus dem Revier. Hoffmann und Campe, Hamburg 2006, ISBN 3-455-50030-7.
- Revier im Wandel. Die Kohle-Saga geht weiter. Hoffmann und Campe, Hamburg 2008, ISBN 978-3-455-50048-6.
- Deutschland wird dir gefallen. Autobiographie, Aufbau Verlag, Berlin 2010, ISBN 978-3-351-02721-6.
- zusammen mit Charlotte Knobloch: In Deutschland angekommen. Erinnerungen. Deutsche Verlagsanstalt, München 2012, ISBN 978-3-421-04477-8.
- Deutsch meschugge. Roman, Transit-Verlag, Berlin 2017, ISBN 978-3-88747-347-1.
- Lauf, Ludwig, lauf! Eine Jugend zwischen Synagoge und Fußball. Roman, LangenMüller, Stuttgart 2019, ISBN 978-3-7844-3466-7. Hörbuch: USM Audio, München 2019, ISBN 978-3-8032-9218-6, gelesen von Axel Milberg.
- Hannah und Ludwig - Heimatlos in Tel Aviv. Roman, LangenMüller, München 2020, ISBN 978-3-7844-3569-5. (Hörbuch: USM Audio, München 2020, ISBN 978-3-8032-9238-4, gelesen von Axel Milberg).
- Brandstifter und ihre Mitläufer: Putin – Trump – Netanyahu. Herder Verlag, Freiburg 2024, ISBN 978-3-451-39607-6.